# Charnage
Le charnage, ou la dîme des animaux vivants, est un droit féodal. C'est le droit sur le croit des bestiaux, agrandissement d’un cheptel  par les naissances des agneaux et porcs.